# Attera Totus Sanctus
Az Attera Totus Sanctus a svéd Dark Funeral black metal együttes, 2005-ben megjelent negyedik lemeze. Ez volt a zenekar első kiadványa melyet a Regain Records adott ki (Észak-Amerikában a Candlelight Records). Ezen a lemezen Emperor Magus Caligula már csak az éneklésre koncentrált, így a basszusgitárt Lord Ahriman és a Meshuggahból ismert Gustaf Hielm kezelte a stúdióban.

## Számlista
|     | Cím                                                     | Dalszöveg              | Zene                   | Hossz |
| --- | ------------------------------------------------------- | ---------------------- | ---------------------- | ----- |
| 2.  | 666 Voices Inside                                       | Emperor Magus Caligula | Lord Ahriman, Chaq Mol | 4:38  |
| 3.  | Attera Totus Sanctus                                    | Emperor Magus Caligula | Lord Ahriman           | 5:37  |
| 4.  | Godhate                                                 | Emperor Magus Caligula | Lord Ahriman, Chaq Mol | 5:06  |
| 5.  | Atrum Regina                                            | Emperor Magus Caligula | Lord Ahriman           | 5:33  |
| 6.  | Angel Flesh Impaled                                     | Emperor Magus Caligula | Lord Ahriman           | 5:53  |
| 7.  | Feed on the Mortals                                     | Emperor Magus Caligula | Lord Ahriman, Chaq Mol | 5:41  |
| 8.  | Final Ritual                                            | Emperor Magus Caligula | Lord Ahriman           | 5:44  |
| 9.  | Atrum Regina (Japán bónusz szám, instrumentális verzió) | –                      | Lord Ahriman           | 5:33  |
| 10. | Open the Gates (Japán bónusz szám, 2005-ös verzió)      |                        |                        | 4:25  |

## Zenészek
- Lord Ahriman – gitár, basszusgitár
- Emperor Magus Caligula – ének
- Matte Modin – dob
- Chaq Mol – gitár

Vendégzenész
- Gustaf Hielm – basszusgitár

## További közreműködők
- Daniel Bergstrand – mixer
- Örjan Örnkloo – mixer
- Tomas Eberger – maszterizálás
- Daniel „Morbid” Valeriani – borító
- Erik Sjolander – fótók

## Külső hivatkozások
- Lyrics at the official website
- Encyclopaedia Metallum